# بوب بيلدن
بوب بيلدن (بالإنجليزية: Bob Belden)‏ هو قائد فرقة ‏ ومنتج أسطوانات وملحن أمريكي، ولد في 31 أكتوبر 1956 في إيفانستون في الولايات المتحدة، وتوفي في 20 مايو 2015 في مانهاتن في الولايات المتحدة بسبب نوبة قلبية.

## وصلات خارجية
- بوب بيلدن على موقع IMDb (الإنجليزية)
- بوب بيلدن على موقع ميوزك برينز (الإنجليزية)
- بوب بيلدن على موقع أول ميوزيك (الإنجليزية)
- بوب بيلدن على موقع ديسكوغز (الإنجليزية)
- بوب بيلدن على موقع قاعدة بيانات الفيلم (الإنجليزية)